# I Love Greece
Pour plus de détails, voir Fiche technique et Distribution.
I Love Greece est une comédie franco-grecque réalisée par Nafsika Guerry-Karamaounas et sortie en 2022.

## Fiche technique
- Titre original : I Love Greece
- Réalisation : Nafsika Guerry-Karamaounas
- Scénario : Nafsika Guerry-Karamaounas et Chloé Larouchi
- Musique : Camille El Bacha
- Décors : Anne Seibel
- Costumes : Carine Sarfati
- Photographie : Nathaniel Aron
- Montage : Clémence Samson
- Production : David Danesi, Fannie Pailloux et Pierre Cazenave-Kaufman
  - Producteur exécutif : Konstantinos Vassilaros
- Sociétés de production : Apaches et Soldats Features
- Société de distribution : Pyramide Distribution
- Pays de production :  France et  Grèce
- Langue originale : français et grec
- Format : couleur — 2,35:1
- Genre : Comédie
- Durée : 91 minutes
- Dates de sortie :
  - France : 6 juillet 2022

## Distribution
- Stacy Martin : Marina
- Vincent Dedienne : Jean
- Maria Apostolakea : Lia
- Panagos Ioakeim : Thanasis
- Vanna Karamaounas : Maro
- Stelios Mainas : Aristide
- Sofia Seirli : Irini
- Alexandros Spanos : Andreas
- Álkis Panagiotídis : Andreas le grand
- Nana Mouskouri